# Turbinaria bifrons
Turbinaria bifrons е вид корал от семейство Dendrophylliidae. Видът е уязвим и сериозно застрашен от изчезване.

## Разпространение и местообитание
Разпространен е в Австралия, Вануату, Виетнам, Индонезия, Камбоджа, Малайзия, Нова Каледония, Остров Норфолк, Папуа Нова Гвинея, Провинции в КНР, Сингапур, Тайван, Тайланд, Филипини и Япония.
Обитава крайбрежията на океани, морета и рифове в райони с тропически и субтропичен климат.